# Skupština SFRJ
Skupština Socijalističke Federativne Republike Jugoslavije (Savezna skupština) je bila najviše predstavničko tijelo i nosilac ustavotvorne i zakonodavne vlasti u Socijalističkoj Federativnoj Republici Jugoslaviji od 1945. do 1992. godine.
Formirana je u studenome 1945. godine, poslije izbora za Ustavotvornu skupštinu. Do tada je ulogu skupštine vršilo Antifašističko vijeće narodnog oslobođenja Jugoslavije (AVNOJ), koji je 10. kolovoza 1945. godine promijenio naziv u Privremena narodna skupština Demokratske Federativne Jugoslavije. Tokom svog postojanja, skupština je nekoliko puta mijenjala sastav i nazive, pa se tako zvala:
- Ustavotvorna skupština FNR Jugoslavije, studeni 1945. - siječanj 1946.
- Narodna skupština Federativne Narodne Republike Jugoslavije, siječanj 1946. - siječanj 1953.
- Savezna narodna skupština, siječanj 1953. - travanj 1963.
- Savezna skupština, travanj 1963. - veljača 1974.
- Skupština Socijalističke Federativne Republike Jugoslavije, veljača 1974. - travanj 1992.

Središte Skupštine SFR Jugoslavije se nalazilo u Beogradu u zgradi današnjeg Doma Narodne skupštine Republike Srbije u Bulevaru Revolucije (danas Bulevar kralja Aleksandra).

## Sastav
Ustavotvorna skupština FNRJ je bila dvodomna (Savezna skupština i Skupština naroda). Narodna skupština FNRJ je do Ustavnog zakona o osnovama društvenog i političkog uređenja FNRJ i saveznim organima vlasti iz 1953. zadržala istu strukturu i sastojala se od Saveznog vijeća i Vijeća naroda, da bi u razdoblju od 1953. do 1963. Savezna narodna skupština djelovala putem Saveznog vijeća i Vijeća proizvođača. Donošenjem novog Ustava 1963., Savezna skupština postala je peterodomna i činila su je: Savezno vijeće (u okviru kojeg je postojalo Vijeće naroda izabrano od strane republičkih skupština, a koje je od donošenjem Amandmana I. - VI. 1967. ravnopravno odlučivalo sa Saveznim vijećem u svim slučajevima kada je Savezno vijeće - do tada - odlučivalo samostalno) i tzv. vijeća radnih zajednica (Privredno vijeće, Prosvjetno-kulturno vijeće, Zdravstveno-socijalno vijeće i Organizaciono-političko vijeće). Amandmanima VII. - XIX. iz 1968. ukinuto je Savezno vijeće, a njegove nadležnosti preuzelo je Vijeće naroda kao dom delegata skupština republika i pokrajina, također ukinuto je i Organizaciono-političko vijeće, a veći dio njegovih nadležnosti preuzelo je novoutemeljeno Društveno-političko vijeće koje su birali građani neposredno (vijeća radnih zajednica birale su do 1968. općinske skupštine, a nakon amandmana izborno tijelo sastavljeno od članova općinskih skupština i delegata radnih zajednica i organizacija iz odgovarajuće oblasti rada). Takva struktura ostaje do Ustava SFRJ iz 1974., kada se Skupština SFRJ vraća dvodomnom sustavu pa su domovi bili: Savezno vijeće (birano od strane vijećnika općinskih skupština, tajnim glasovanjem, na zajedničkoj sjednici sva tri vijeća /doma/ općinske skupštine) i Vijeće republika i pokrajina (kojeg su činile delegacije svake republike i pokrajine birane na zajedničkoj sjednici svih vijeća skupština /sabora, sobranja/ istih, tajnim glasovanjem: 12 delegata svake republike i 8 delegata svake autonomne pokrajine).
N.B. Skupština SFRJ de facto i de iure prestaje postojati 1991. tijekom raspada Jugoslavije. Savezno vijeće Skupštine SFRJ (s delegatima iz Srbije i Crne Gore) je 27. travnja 1992. donijelo odluku o formiranju nove države - Savezne Republike Jugoslavije koju su činile dvije republike nekadašnje SFRJ (Republika Srbija i Republika Crna Gora), a Savezna skupština SRJ sastojala se od Vijeća građana i Vijeća republika. 2003., prilikom reorganizacije SRJ, ista postaje Državna Zajednica Srbija i Crna Gora (SiCG), konfederalni savez te dvije republike, time je ime "Jugoslavija" i "Skupština Jugoslavije" (u različitim varijantama) nestalo.

## Predsjednici Savezne skupštine SFRJ
- Predsjednik Antifašističkog vijeća narodnog oslobođenja Jugoslavije
  - dr Ivan Ribar - od 1942. do 1945.
- Predsjednik Ustavotvorne skupštine
  - Lazar Sokolov - 1945.
- Predsjednik Narodne skupštine Federativne Narodne Republike Jugoslavije
  - Vladimir Simić - od 1945. do 1953.
- Predsjednik Savezne narodne skupštine
  - Milovan Đilas - od 1953. do 1954.
  - Moša Pijade - od 1954. do 1957.
  - Petar Stambolić - od 1957. do 1963.
- Predsjednik Savezne skupštine
  - Edvard Kardelj - od 1963. do 1967.
  - Milentije Popović - od 1967. do 1971.
  - Mijalko Todorović - od 1971. do 1974.
- Predsjednik Skupštine Socijalističke Federativne Republike Jugoslavije
  - Kiro Gligorov - od 1974. do 1978.
  - Draža Marković - od 1978. do 1982.
  - Raif Dizdarević - od 1982. do 1984.
  - Dušan Alimpić - od 1984. do 1986.
  - Marjan Rozić - od 1986. do 1988.
  - Slobodan Gligorijević - od 1988. do 1992.